# 洗衣機

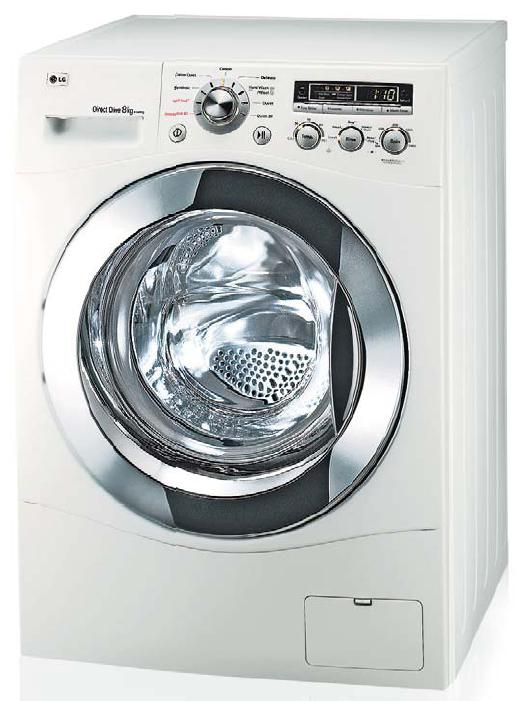
滾筒式前揭型洗衣機

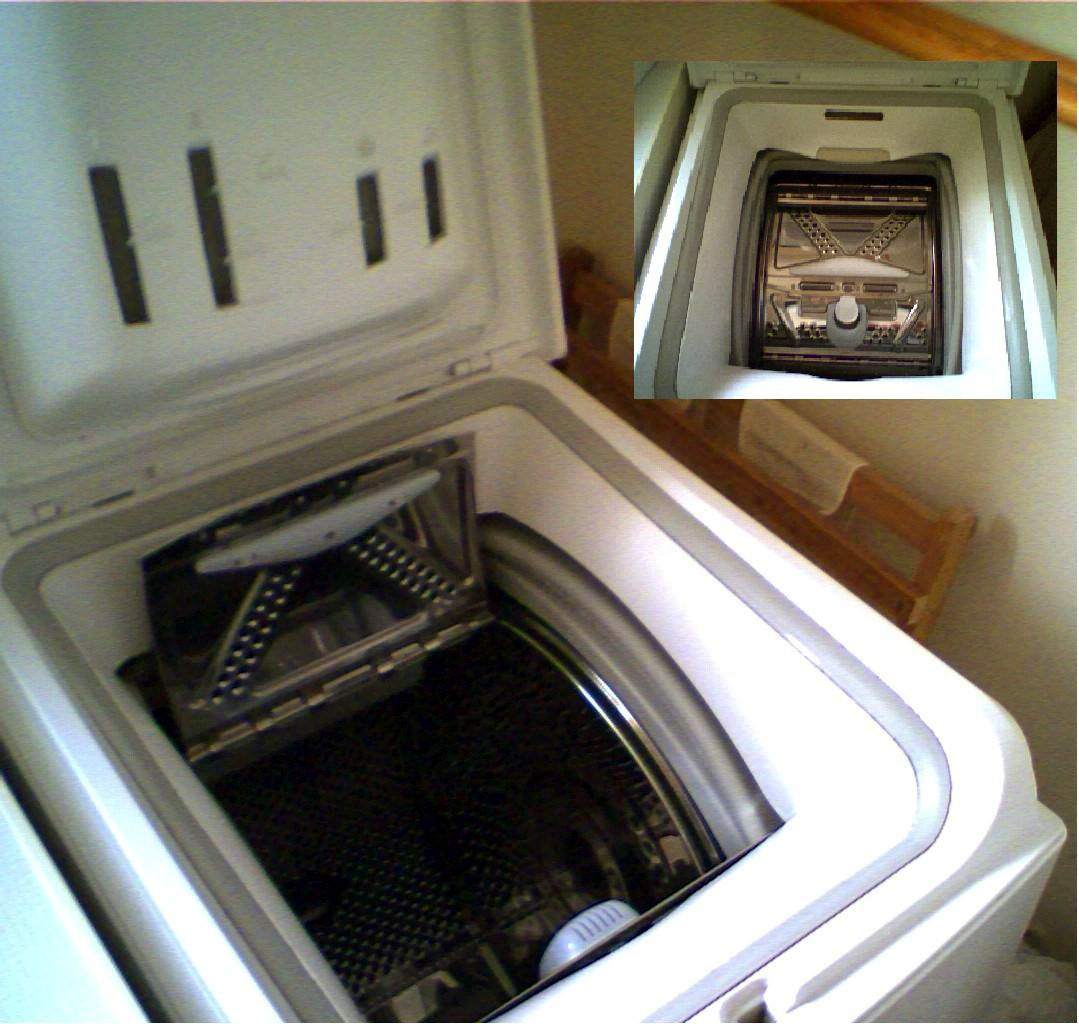
滾筒式頂揭型洗衣機

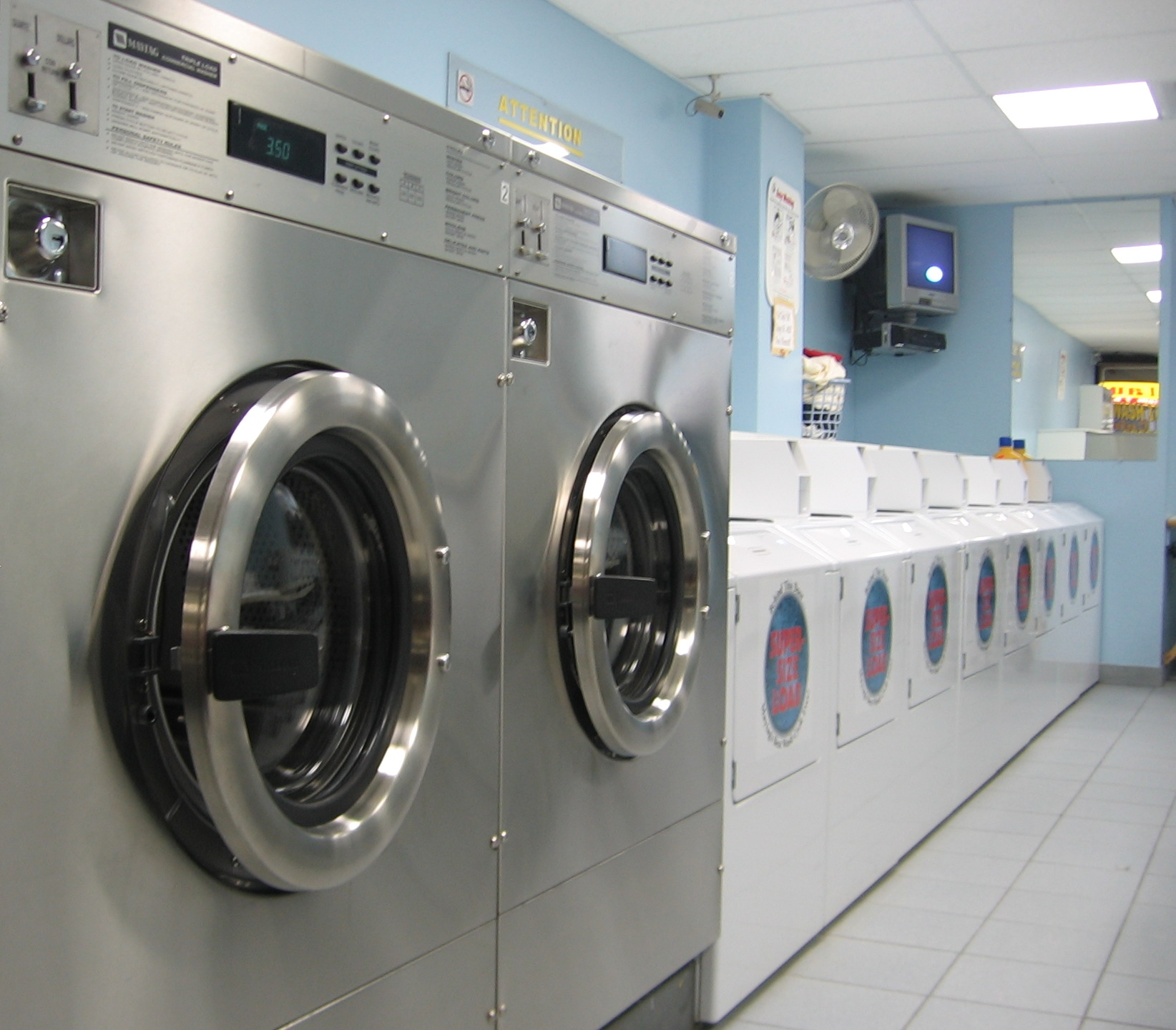
自助洗衣場使用的商用滾筒式洗衣機

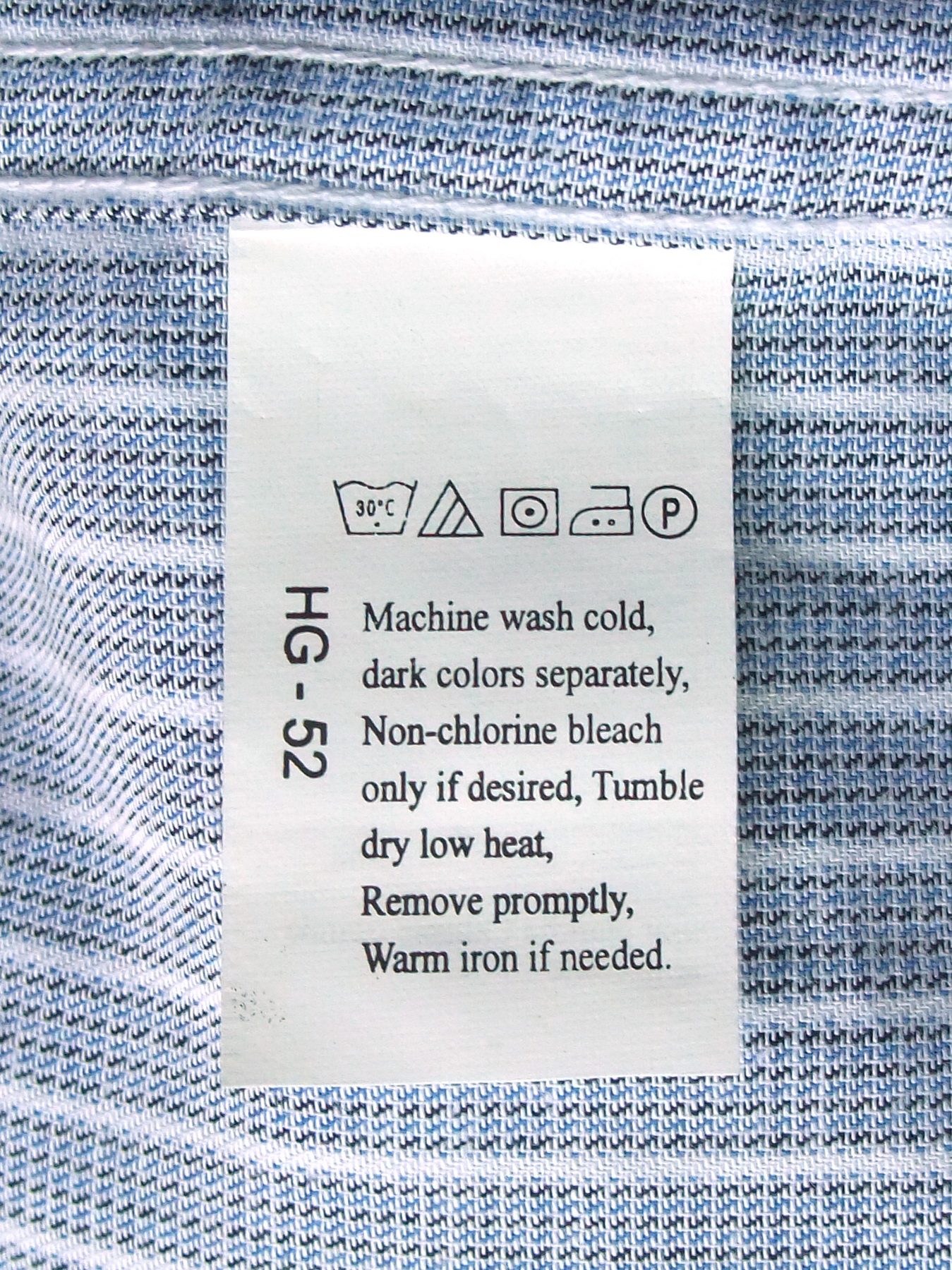
襯衫上的洗衣標示，最左的圖示代表該衣物可用洗衣機（水溫攝氏30度及以下）中清洗

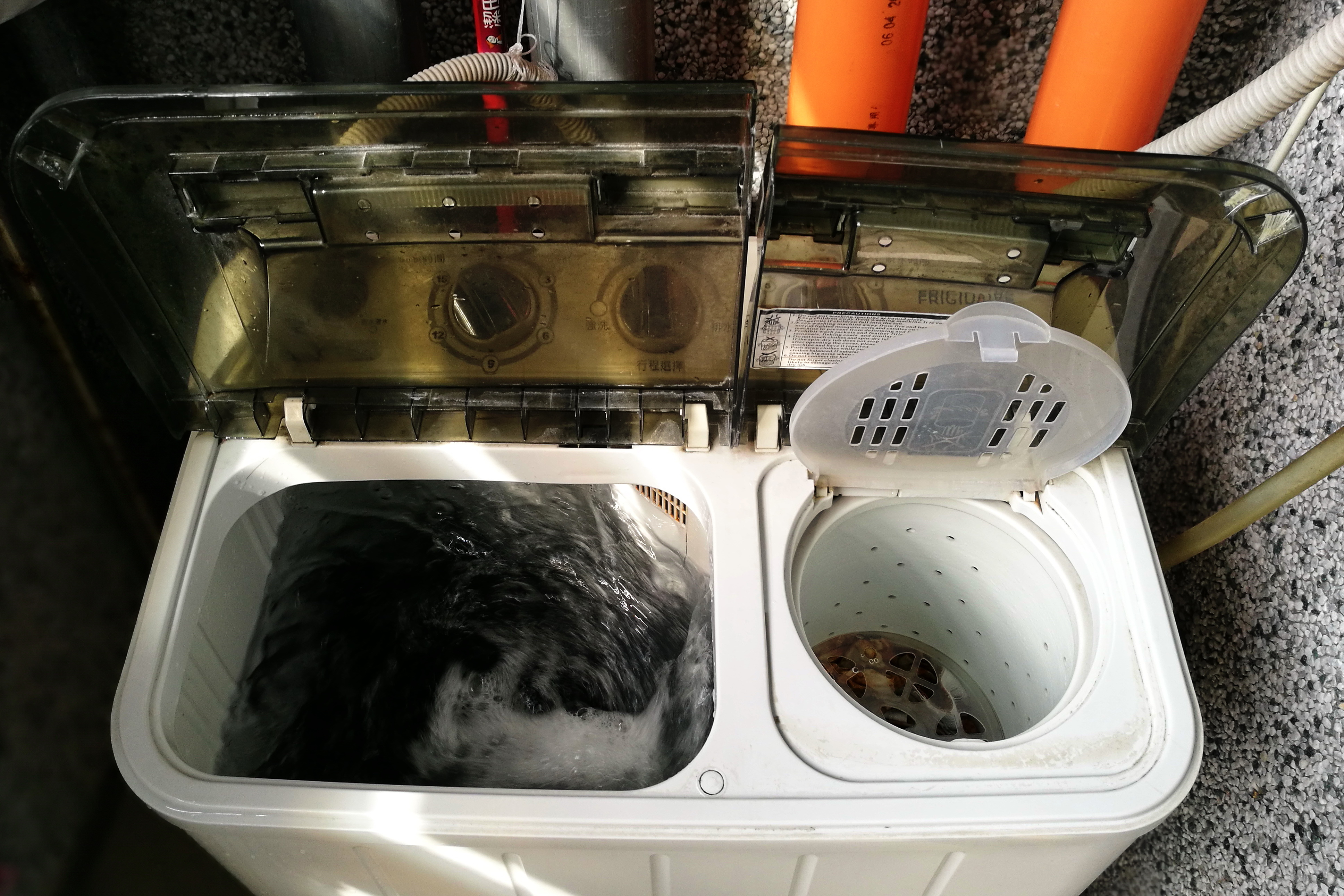
雙槽式洗衣機

洗衣機是指用來清洗衣物及毛巾等紡織品的機器。洗衣機一般是指使用「水」作為主要清洗媒介的機器，有別於使用特製清潔溶劑進行乾洗的乾洗機。
電動洗衣機裝有馬達，早期的電動洗衣機都是使用機械式的時間旋鈕，控制馬達運行的時間，進行洗衣、過水和脫水的程序。
現在大部份洗衣機都內置微電腦或單晶片，使用者從面板輸入所需要的洗衣模式後，洗衣機會根據衣物的重量，調節所需的水位和計算洗衣時間，並自動完成各個洗衣程序。
近年有部分型號的洗衣機採用直驅式變頻馬達提供旋轉動力，聲稱會比傳統馬達更寧靜和耐用。
大部分洗衣機除了會有最基本的洗衣功能外，還具有脫水功能，利用高速旋轉產生離心力，令水分從衣物分離出來。但脫水功能只能縮短晾乾時間，不能令衣物達到可供穿著的狀態，所以有部分洗衣機還備有乾衣功能，能夠把衣物烘乾，這類結合烘乾功能的洗衣機，被稱為「洗衣乾衣機」或「洗脫烘」。
雖然洗衣機的洗衣量會受到洗衣桶的容量所限制，但大部分洗衣機的最大洗衣量是用重量計算，並以公斤為單位標示。另外，部分洗衣機設有烘乾功能，大部分型號提供的最大烘乾衣物重量，是比最大洗滌衣物重量為小，一般約為最大洗衣重量的一半至三分之二。
洗衣機現在已成為主要的家用電器，也是主要的白色家電。

## 歷史
18世紀的Jacob_Christian_Schäffer

## 洗衣機形式及種類
歷史上出現過的洗衣機形式很多，但目前最常見的洗衣機，主要分為三大類，而每類又可再細分為數種：
- 滾筒式又稱為「鼓式」
滾筒式洗衣機，又常被稱為「歐洲式」，原因是滾筒式洗衣機是歐洲地區最為普及的機種。
滾筒式洗衣機大部份都是全自動機種，洗衣和脫水程序能夠在同一個滾筒內自動進行。
滾筒式洗衣機又可分為「前置式」和「頂揭式」，但洗衣的原理都是相同的。
  - 前置式：港澳地區俗稱「大眼雞」，前置式洗衣機的機門是在機身的前面，而且一般都是透明的，可從機身外面透過機門觀察洗衣機滾筒內的情況。為了令用户更容易取出衣物，有部分前置式洗衣機把滾筒設計成略為向上傾斜或採用斜筒設計，稱為斜取式。
  - 頂揭式：頂揭式洗衣機的機門是在機身的上方，但較少提供備有透明機門的型號。如要頂揭式的滾筒洗衣機放入衣物，除了要開啟在機身上方的機門，還要開啟滾筒的桶門。

一般而言前置式的容量會比頂揭式的大，但有不少人從滾筒取出衣物時，因為不想彎腰或蹲下而選用頂揭式。但也有人不想俯身取出衣物而選用前置式。
滾筒式還可分為設有乾衣功能和沒有乾衣功能的的型號，但基本上全部都有脫水功能。
大部份滾筒式洗衣機都設有排水泵，採用高排水位排出污水，排水管的最高點必須吊高至離地面約65-90公分，才可正確排水。

- 攪拌式又稱為「攪拌柱式」、「攪拌棒式」
攪拌式洗衣機，又常被稱為「美國式」，原因是攪拌式洗衣機在美加地區較為常見。
洗衣桶的中央設有攪拌棒，以順時針和反時針方向轉動，帶動水流清洗衣物。
攪拌式洗衣機，一般都是全自動機種，洗衣和脫水程序能夠在同一個機筒內自動進行。由於涉及水流運動，所以洗衣桶內的水位，需要比洗衣桶內的衣物高。
洗衣棒可分為「單節式」和「雙節式」，洗衣效果各有不同，但雙節式的型號價格通常比較高。

- 波輪式又稱為「葉輪式」、「直立式」
波輪式洗衣機，又常被稱為「日本式」，原因是早期的波輪式洗衣機，大多由日本廠商製造和銷售。波輪式洗衣機在東亞地區較為常見。
波輪式洗衣機在洗衣桶底部裝有葉輪，以高速旋轉潑動洗衣桶內的水，製造強力水流沖洗衣物。
波輪式洗衣機又可分為「單槽式」和「雙槽式」
  - 單槽式：單槽式基本上都是全自動洗衣機，洗衣和脫水程序能夠在同一個機筒內自動進行。
  - 雙槽式：雙槽式洗衣機又被稱為半自動洗衣機，一般都設有兩個機槽，洗衣槽是用來洗衣，而脫水是要在脫水槽的脫水桶進行。因為洗衣和脫水的功能是分別在兩個機槽內進行，所以每次在洗衣槽清洗衣物後，都要經人手把衣物轉移到脫水槽內的脫水筒脫水。雖然使用上較為繁瑣，但由於價格相比起能夠洗滌相同分量衣物的全自動廉宜、而且洗衣槽的清理較為容易，所以至今仍有生產。

波輪式洗衣機，普遍同時提供無排水泵的低排水位型號和有排水泵的高排水位型號，購買時應根據家居的洗衣機排水管之佈置選購。

## 洗衣原理和優劣
洗衣機
滾筒式：
- 原理：
  - 洗衣時，滾筒以每分鐘25-60轉，向順時針方向轉動約10-15秒、停3-6秒後、再向逆時針方向轉10-15秒，不斷重複直至完成洗衣、過水程序。
  - 衣物在滾筒內不斷被拋高、摔下，揉合了摔打、搓揉等手洗原理。
  - 因為滾筒本身會令衣物滾動，水的主要作用是把衣物弄濕，而不是把衣物浮起，所以滾筒內的水位無須高於衣物。

- 優點：
  - 除了基本的洗衣、脫水功能外，部分型號還有乾衣功能，而且可在同一滾筒內完成。
  - 一般設有發熱線，可以把自來水加熱，利用溫水、熱水加強洗衣效果，也可只用自來水的水溫，節約用電。
    - 註：有部分機種，沒有獨立溫度控制鈕。另外有不少機種受制於洗衣機內微電腦的程式設計，在選用如“特快”等洗衣功能時，會強制使用特定的水溫洗衣。

  - 由於此洗衣方式不會有強力的反作用力，加上揉合多種手洗方式，所以其對衣物損害是三者中最小，亦被認為是三者中最乾淨，商用的洗衣機亦大多採用滾筒式設計。
  - 適合洗滌較細緻的衣物，例如羊毛、絲綢質料的衣物。
  - 大部份都有“預洗”功能，先注入清水和洗衣劑，預洗約15-30分鐘後，排出預洗程序的污水，再自動注入新的清水和另一份洗衣劑，加強對特別骯髒衣物的清洗效果。
  - 基於洗衣原理，滾筒式比攪拌式、波輪式節省用水量和洗衣劑使用量。[1]因為滾筒內的水位並不需要浸過衣物便能洗衣，所以一般用水量約為波輪式的三分之一。
  - 用户可以設定脫水程序的轉速（由180-2000轉/分鐘不等，視型號而定），但也有部分型號不提供轉速設定。
  - 即使筒內沒有水，單靠滾筒轉動便能使筒內的衣物翻滾。除了洗衣較省水外，還較容易把烘乾功能結合到洗衣機。所以大部分有烘乾功能的洗衣機，都是採用滾筒式設計。
  - 如果選用高度約為80-85公分的前置式機種，有很多型號都能安裝在廚櫃底下。部分前置式洗衣機的機身上方，可作為安裝乾衣機的空間。

- 缺點：
  - 因為洗衣時整個滾筒需要承受衣物和水的重量不斷反复轉動，所以避震系統的設計較為複雜。再加上內置發熱線和要承受較高水溫，所以一般都比波輪式昂貴。
  - 大部分型號，用户不能調校洗衣、脫水時間。
  - 滾筒式洗衣機在運轉時會把機門鎖緊，一旦洗衣機啟動後，用户才發現要增加衣物，將會甚為不便，因為要等待滾筒停止轉動，甚至需要排水。部分型號更不讓使用者在洗衣機啟動後追加衣物。
  - 洗衣時間一般較長，標準的洗衣程序、包括過水、脫水、或需要超過兩小時完成。
    - 註：近年推出的新型號，很多都提供快速洗衣功能，聲稱可在20-30分鐘內，對其最高容量一半的衣物完成清洗和脫水程序，或只用45-60分鐘對標準容量的衣物完成清洗和脫水程序。

  - 當使用溫水、熱水洗衣時，因為滾筒式洗衣機會用內置的發熱線把自來水加熱，所以最高耗電量會比沒有加熱功能的洗衣機為高。
  - 當選用某些洗衣模式時，例如特快模式，洗衣機會強制使用溫水洗衣，而不讓使用者另行設定水溫。
  - 水位選擇較少，部份型號甚至沒有水位選擇的功能。
  - 大部分滾筒式洗衣機的馬達都要使用皮帶，把旋轉的動力轉遞到滾筒，經過長年累月的使用，傳動皮帶容易損耗。近年有部分型號使用直驅式變頻馬達直接驅動滾筒，不需使用皮帶，聲稱可以更寧靜和耐用。
  - 必須使用低泡沫的洗衣劑。否則泡沫可能會溢出。

攪拌式：
- 原理：
  - 洗衣時，攪拌棒以每秒1-2下，每邊270度，以順時針和反時針方向轉動，不斷拉動衣物貼近和甩離攪拌棒，達到手洗中的搓揉效果，還有浸泡的作用。
  - 由於需要利用水把衣物浮起，所以洗衣桶內的水位必須高於衣物。

- 優點：
  - 攪拌棒不是360度高速旋轉，所以不會對衣物施加強力的反作用力，所以衣物損害不大。由於轉動幅度不大，衣物不易因為打結，而降低洗衣的效果。
  - 有獨立熱水入口，可外接中央熱水系統或獨立的熱水器，以熱水洗衣和過水，加強洗衣效果。
  - 洗衣時間一般比滾筒式短，只需約50分鐘。

- 缺點：
  - 用水量及洗衣劑使用量比滾筒式大。
  - 如要使用熱水洗衣，在安裝時，需要用喉管把洗衣機上的熱水入口，連接到熱水器。
  - 攪拌式洗衣機由於在洗衣桶內裝有攪拌棒，所以機身會比相同洗衣容量的波輪式洗衣機大。
  - 由於是從機頂放入衣物，所以不能安裝在廚櫃底下。

波輪式：
- 原理：
  - 波輪式洗衣機是利用葉輪，以高速旋轉潑動洗衣桶內的水，製造強力水流沖洗帶動衣物，再反方向旋轉製造不同方向的水流。除了對衣物產生水流沖擦的作用外，還有浸泡的效果。
  - 由於需要利用水流帶動衣物旋轉，所以洗衣桶內的水位必須高於衣物。

- 優點：
  - 價格一般比相同洗衣容量的滾筒式、攪拌式便宜。
  - 使用標準程序清洗衣物的時間，一般比滾筒式洗衣機短。
  - 由於沒有發熱線把自來水加熱，所以最高耗電量比滾筒式低。
  - 滾筒式需要使用低泡沫的洗衣劑，而波輪式對洗衣劑泡沫成份的要求相對較少。
  - 部份機種設有離心力洗衣功能，聲稱可加強洗衣力及減小衣物磨損。
  - 部分型號提供“桶風乾”功能，透過引入空氣把洗衣桶內的小量衣物瀝乾，聲稱能夠減少衣物的含水量，從而縮短晾乾衣物的時間。桶風乾功能並不是完整的乾衣功能，不能把衣物完全風乾，所以不能取代乾衣機。
  - 大部分型號，都已備有自動感應衣物重量的功能，利用撥動葉輪感受到的阻力計算衣物的重量，從而計算所需要的水位和提示用户洗衣劑使用量。
  - 近年的新型號水位分級普遍達到6級以上，避免在清洗小量衣物時，因為分級不足，導致注水過多，從而減少洗衣用水的浪費。
  - 近年的型號都有設計獨特的多重水流系統，聲稱可以提高洗衣效果。
  - 相比起頂揭式的滾筒洗衣機，用户在打開機門後就能放入、提取衣物，而不需要再另行開啟滾筒的桶門。

- 缺點：
  - 洗衣效果或會較不平均，因為衣物較容易在激烈的水流方向改變下扭結。
  - 由於是利用葉輪，以高速潑動洗衣桶內的水，製造強力水流沖洗帶動衣服，再迅速反向潑動製造逆向水流。因為衣物會被水流拉扯，而且水流的力度和變化較大，所以較易損壞衣物。
  - 大部分型號不能使用溫水、熱水洗衣。
  - 近年推出的新型號機種，用水量比舊機種減少，但用水量和洗衣劑使用量，仍然比滾筒式洗衣機多約一倍或以上，而且大部份型號仍未提供歐盟標準的洗衣效果、能源效益認證。
  - 由於是從機頂放入衣物，所以不能安裝在廚櫃底下。
  - 相比起滾筒式洗衣機必須關上機門才能啟動，部分波輪式洗衣機只會在脫水時才要強制關上機門，洗衣時即使機門被打開，也不會立即停止運作和排水，加上桶口一般較大，對兒童的潛在危險較高。[2]
  - 部份新式的節水型機種，採用無孔洗衣槽設計，但用於不吸水衣物的脫水時，例如羽絨大衣，有報導指會引起洗衣機爆裂。[3]類似情況，也會在使用雙槽式洗衣機為羽絨衣脫水時發生。[4]
    - 註：無孔式洗衣桶，因為洗衣用水只會留在無孔式洗衣桶內，不會像一般有孔式洗衣桶，洗衣用水會從佈滿桶壁的孔流到外桶或整個洗衣槽，所以較為節省用水。在脫水時洗衣桶會高速旋轉產生離心力。一般有孔式洗衣桶，衣物的水分在離心力下，會從遍佈桶壁的孔排出。而無孔式洗衣桶，水分在向心力的慣性作用下，要上升到設在洗衣桶最上方的排水孔或空隙才能排出。羽絨衣、雨衣等防水型衣物，表層具有防水功能，但脫水時會妨礙水分從衣物中離開，令脫水難以進行，羽絨衣更會出現膨脹，並使洗衣桶重心不平衡，引致洗衣機的震動過大而損壞，甚至機身爆裂，飛脫的零件亦有可能擊中旁人。[5][6]所以必須根據說明書使用洗衣機，避免放入不適當的衣物進行脫水而發生危險。

## 一般注意事項與安全須知
- 洗衣前，應參考衣物標籤的洗衣符號，選用合適的水溫和洗衣程序，否則衣物可能會受損。
- 每次洗衣後，要打開機門一段時間，讓洗衣桶保持乾爽（特別是外桶和內桶間的位置），以免滋生細菌、真菌、黴菌等微生物。
- 洗衣機的機門要保持清潔，不可讓污漬或異物依附在防水膠邊上，令防水膠邊失去防水功能，導致洗衣水或泡沫流出機身外。
- 需要定期清理洗衣機的入水過濾網，防止堵塞。
- 波輪式洗衣機的棉絮收集器，應經常清理。滾筒式洗衣機的排水過濾器，應按說明書指示定期清理，防止排水管或水泵被堵塞。
- 洗衣機在內桶與外桶之間容易堆積污垢，因此許需要定期使用專用清潔劑清洗（一般稱為槽洗淨），最好能每數年送回原廠拆機清洗內部；一些洗衣機如雙槽洗衣機、無孔槽洗衣機並不會有內外桶之間的空間。
- 洗衣機操作時，如果發出異常噪音、激烈震動，應立即停止洗衣機運作，並按照洗衣機的說明書，檢查是否放入了不適當的衣物，或有異物，例如硬幣，被放入洗衣桶。如果情況仍然持續，便要立即停止使用，並通知代理商，安排檢查和維修。
- 洗衣機操作時，如果出現漏水或發出異味，尤其是燒焦的氣味，便要立即停止使用，截斷洗衣機的供電，並通知代理商，安排檢查和維修。
- 進行任何清理、保養工作前，必須把連接至洗衣機的電源截斷。[7]
- 洗衣機只可放在穩固和水平的地面上，不可放在高溫高濕的地方，同時應確保不會有雨水等水份沾濕洗衣機。
- 洗衣機應正確連接地線。[8]
- 如果衣物上有鈕釦、拉鍊、牌子等細小物件，應先扣好或拉好後，再把衣物外內反過來洗，可以同時保護到衣物和洗衣機。
- 把衣物放入洗衣機前，必須檢查衣物的口袋，不可讓鎖匙、硬幣等物件進入洗衣桶，否則會損壞衣物和洗衣機。[9]
- 如果衣物太細小或衣物裝有細小物件，例如女士用的胸圍，可先放入洗衣袋。
- 切勿把超出洗衣機最高洗衣容量的衣物、毛氈，放進洗衣機清洗或脫水。
- 滾筒式洗衣機，應使用低泡沫或無泡沫洗衣粉，以免泡沫從洗衣桶溢出。
- 如果洗衣機並沒有標示可使用熱水，就不可加入熱水，否則會破壞洗衣機的機件和防水物料，導致觸電危險。
- 不可隨意加入漂白水，必須參閱洗衣機的說明書，如未有提及就不應使用漂白水。
- 如果衣物曾經進行特別處理，例如使用雙氧水、松節油、酒精等溶劑清理污跡，必須在放入洗衣機前，把有關溶劑完全清理乾淨。
- 在洗衣機運行期間，不可向機身或機底噴灑殺蟲劑等易燃液體或壓縮氣體。
- 在洗衣機運行期間，不可把手指等身體任何一部份，或使用物件，伸入洗衣機的小孔或機底。如有任何物件掉到機底，應立即停止洗衣機運作，截斷電源後，才可進行清理。
- 殺蟲劑等罐裝壓縮氣體，不應放在洗衣機旁。[10]
- 家中如有小孩，應開啟洗衣機的兒童安全功能，不可讓小孩用洗衣機玩耍。[11][12][13]
- 家中如有小孩，就不應把凳子、椅子等物件，放在洗衣機旁，防止小孩使用傢俱爬上洗衣機。[14]
- 身材較矮小的人士、長者，在已經注滿水的洗衣機放入或取出衣物時必須小心，保持身體平衡，避免掉進洗衣桶內，必要時可請家人協助。[15]

## 洗衣機設計的新概念
只用一杯水洗滌的洗衣機：2008年，英國里茲大學的研究員研發出一種超省水的洗衣機，號稱只需要一杯水就可以完成清洗過程。這種洗衣機使用的水只比傳統洗衣機的1%還要多一點，而電力也只需傳統洗衣機的2%左右，每年能省下的水量是非常可觀的。使這部洗衣機省水的最主要功臣是「塑膠晶片」。每次洗衣時加入20公斤左右的塑膠晶片、一杯水和洗衣精進入洗衣機。洗衣機先將水加熱，而被加熱的水分解衣服上污垢，再由晶片吸收污垢。研究員表示，晶片最多可以使用100多次，長達6個多月。
用乾冰代替水和洗衣粉的新概念：2012年，著名家電企業伊萊克斯，公開一個名為“Orbit軌道”的下一代洗衣機概念。這一個新概念是由一位法國大學生提出，使用乾冰洗滌衣物，而無須使用水和洗衣粉。洗衣機的外形是一個圓環狀的支架，環狀的支架內設有一個能夠放入衣物的特製玻璃球，玻璃球利用超導體的磁浮作用，能夠懸浮在環狀的支架內高速旋轉。洗衣時，只要把衣物放入這個球狀的容器，然後啟動洗衣機，球狀的洗衣容器便會懸浮在環狀的支架內，以極高的速度旋轉，容器內的乾冰便會氣化，形成高速氣流，把衣物的污垢帶走，只須幾分鐘便能把衣物洗淨。這種洗衣機不但無須用水和洗衣粉，而且寧靜和節省洗衣時間。此款洗衣機仍在實驗階段，在實用化前還要解決不少技術問題。

## 資料來源
1. ↑   (PDF). 節水服務團.   [2012-04-28]. （原始内容 (PDF)存档于2015-06-03）.
2. ↑  . 消費者委員會. 2011-02-15  [2012-04-28].[永久]
3. ↑  . 蘋果日報. 2004-03-14  [2012-04-29].
4. ↑  . 人民網. 2012-02-27  [2012-04-30].[永久]
5. ↑  . TVBS. 2011-01-16  [2012-04-30]. （原始内容存档于2021-05-22）.
6. ↑  . 公共電視台網站. 2008-03-27  [2011-02-08]. （原始内容存档于2020-02-28）.
7. ↑  . 經濟部標準檢驗局. 2010-03-16  [2012-04-28]. （原始内容存档于2015-09-23）.
8. ↑  . 經濟部能源局.   [2012-04-30]. （原始内容存档于2012-04-25）.
9. ↑  . .香港安全認証中心. 2008年  [2012-04-28].[永久]
10. ↑  . 蘋果日報. 2004-04-23  [2012-08-12]. （原始内容存档于2015-06-03）.
11. ↑  . 今日新聞網. 2008-11-02  [2012-04-28].
12. ↑  . 蘋果日報. 2011-12-01  [2012-05-01].
13. ↑  . 東方日報. 2011-02-09  [2012-05-01]. （原始内容存档于2020-12-20）.
14. ↑  . 東方日報. 2013-06-18  [2013-07-01]. （原始内容存档于2020-12-20）.
15. ↑  . 蘋果日報. 2012-01-17  [2012-04-28]. （原始内容存档于2016-03-04）.
16. ↑  . 東方日報. 2009-06-23  [2012-04-28]. （原始内容存档于2020-12-20）.
17. ↑  . 東方日報. 2012-07-20  [2012-08-06]. （原始内容存档于2021-03-04）.
18. ↑  . Yahoo! 3C科技. 2012-06-28  [2012-08-06].[永久]